# Yassel Perdomo
Yassel Perdomo Naranjo (ur. 23 marca 1993 w Santiago de Cuba) – kubański siatkarz występujący na pozycji środkowego. Aktualnie broni barw zespołu Santiago de Cuba.